# Eleições legislativas de 2009 na Amadora

## Resultados Oficiais
| Partido                 | Partido                        | Votos   | %               | +/-   |
| ----------------------- | ------------------------------ | ------- | --------------- | ----- |
|                         | Partido Socialista             | 34 143  | 38,93 / 100,00  | 7,83  |
|                         | Partido Social Democrata       | 18 323  | 20,89 / 100,00  | 0,44  |
|                         | Coligação Democrática Unitária | 10 298  | 11,74 / 100,00  | 0,35  |
|                         | Bloco de Esquerda              | 10 024  | 11,43 / 100,00  | 2,06  |
|                         | CDS – Partido Popular          | 8 987   | 10,25 / 100,00  | 4,38  |
|                         | Outros                         | 3 007   | 3,42 / 100,00   |       |
| Votos Inválidos         | Votos Inválidos                | 2 917   | 3,33 / 100,00   | 0,21  |
| Total                   | Total                          | 87 699  | 100,00 / 100,00 |       |
| Eleitorado/Participação | Eleitorado/Participação        | 144 625 | 60,64 / 100,00  | 5,22  |
| Fonte                   | Fonte                          | [ 1 ]   | [ 1 ]           | [ 1 ] |

## Resultados por Freguesia
Os resultados seguintes referem-se aos partidos que obtiveram mais de 1,00% dos votos:
| Freguesia  | %     | %     | %     | %     | %     | Votantes |
| Freguesia  | PS    | PSD   | CDU   | BE    | CDS   | Votantes |
| ---------- | ----- | ----- | ----- | ----- | ----- | -------- |
| Alfornelos | 37,61 | 23,47 | 8,43  | 12,79 | 10,34 | 5 552    |
| Alfragide  | 31,35 | 33,83 | 5,55  | 9,26  | 13,55 | 4 753    |
| Brandoa    | 42,63 | 14,80 | 15,77 | 9,98  | 8,97  | 7 905    |
| Buraca     | 40,40 | 18,57 | 11,90 | 10,94 | 10,24 | 7 269    |
| Damaia     | 40,93 | 20,75 | 12,15 | 11,51 | 8,58  | 10 986   |
| Falagueira | 41,20 | 16,19 | 16,41 | 10,73 | 9,22  | 7 746    |
| Mina       | 39,17 | 21,39 | 12,19 | 10,46 | 10,22 | 9 342    |
| Reboleira  | 37,13 | 22,53 | 10,02 | 13,05 | 10,99 | 8 041    |
| São Brás   | 37,18 | 19,72 | 11,00 | 13,33 | 11,59 | 10 132   |
| Venda Nova | 41,70 | 18,56 | 11,94 | 12,02 | 9,30  | 4 957    |
| Venteira   | 37,14 | 23,87 | 10,86 | 11,09 | 10,76 | 11 016   |
| Amadora    | 38,93 | 20,89 | 11,74 | 11,43 | 10,25 | 87 699   |

#### Alfornelos
| Partido                 | Partido                        | Votos | %               | +/-  |
| ----------------------- | ------------------------------ | ----- | --------------- | ---- |
|                         | Partido Socialista             | 2 088 | 37,61 / 100,00  | 8,49 |
|                         | Partido Social Democrata       | 1 303 | 23,47 / 100,00  | 2,09 |
|                         | Bloco de Esquerda              | 710   | 12,79 / 100,00  | 1,42 |
|                         | CDS - Partido Popular          | 574   | 10,34 / 100,00  | 3,13 |
|                         | Coligação Democrática Unitária | 468   | 8,43 / 100,00   | 0,45 |
|                         | Outros                         | 186   | 3,35 / 100,00   |      |
| Votos Inválidos         | Votos Inválidos                | 223   | 4,02 / 100,00   | 0,27 |
| Total                   | Total                          | 5 552 | 100,00 / 100,00 |      |
| Eleitorado/Participação | Eleitorado/Participação        | 9 157 | 60,63 / 100,00  | 6,58 |

#### Alfragide
| Partido                 | Partido                        | Votos | %               | +/-  |
| ----------------------- | ------------------------------ | ----- | --------------- | ---- |
|                         | Partido Social Democrata       | 1 608 | 33,83 / 100,00  | 4,60 |
|                         | Partido Socialista             | 1 490 | 31,35 / 100,00  | 6,38 |
|                         | CDS - Partido Popular          | 644   | 13,55 / 100,00  | 1,41 |
|                         | Bloco de Esquerda              | 440   | 9,26 / 100,00   | 0,29 |
|                         | Coligação Democrática Unitária | 264   | 5,55 / 100,00   | 0,01 |
|                         | Movimento Esperança Portugal   | 71    | 1,49 / 100,00   | Novo |
|                         | Outros                         | 77    | 1,61 / 100,00   |      |
| Votos Inválidos         | Votos Inválidos                | 159   | 3,35 / 100,00   | 0,95 |
| Total                   | Total                          | 4 753 | 100,00 / 100,00 |      |
| Eleitorado/Participação | Eleitorado/Participação        | 6 728 | 70,65 / 100,00  | 3,01 |

#### Brandoa
| Partido                 | Partido                        | Votos  | %               | +/-  |
| ----------------------- | ------------------------------ | ------ | --------------- | ---- |
|                         | Partido Socialista             | 3 370  | 42,63 / 100,00  | 9,43 |
|                         | Coligação Democrática Unitária | 1 247  | 15,77 / 100,00  | 0,62 |
|                         | Partido Social Democrata       | 1 170  | 14,80 / 100,00  | 0,54 |
|                         | Bloco de Esquerda              | 789    | 9,98 / 100,00   | 3,18 |
|                         | CDS - Partido Popular          | 709    | 8,97 / 100,00   | 5,38 |
|                         | PCTP/MRPP                      | 87     | 1,10 / 100,00   | 0,48 |
|                         | Outros                         | 242    | 3,06 / 100,00   |      |
| Votos Inválidos         | Votos Inválidos                | 291    | 3,68 / 100,00   | 1,10 |
| Total                   | Total                          | 7 905  | 100,00 / 100,00 |      |
| Eleitorado/Participação | Eleitorado/Participação        | 14 122 | 55,98 / 100,00  | 7,43 |

#### Buraca
| Partido                 | Partido                        | Votos  | %               | +/-  |
| ----------------------- | ------------------------------ | ------ | --------------- | ---- |
|                         | Partido Socialista             | 2 937  | 40,40 / 100,00  | 6,99 |
|                         | Partido Social Democrata       | 1 350  | 18,57 / 100,00  | 0,22 |
|                         | Coligação Democrática Unitária | 865    | 11,90 / 100,00  | 0,72 |
|                         | Bloco de Esquerda              | 795    | 10,94 / 100,00  | 1,99 |
|                         | CDS - Partido Popular          | 744    | 10,24 / 100,00  | 4,75 |
|                         | PCTP/MRPP                      | 86     | 1,18 / 100,00   | 0,24 |
|                         | Outros                         | 210    | 2,88 / 100,00   |      |
| Votos Inválidos         | Votos Inválidos                | 282    | 3,88 / 100,00   | 0,14 |
| Total                   | Total                          | 7 269  | 100,00 / 100,00 |      |
| Eleitorado/Participação | Eleitorado/Participação        | 12 887 | 56,41 / 100,00  | 5,07 |

#### Damaia
| Partido                 | Partido                        | Votos  | %               | +/-     |
| ----------------------- | ------------------------------ | ------ | --------------- | ------- |
|                         | Partido Socialista             | 4 497  | 40,93 / 100,00  | 7,30    |
|                         | Partido Social Democrata       | 2 280  | 20,75 / 100,00  | 0,75    |
|                         | Coligação Democrática Unitária | 1 335  | 12,15 / 100,00  | 0,04    |
|                         | Bloco de Esquerda              | 1 264  | 11,51 / 100,00  | 1,94    |
|                         | CDS - Partido Popular          | 943    | 8,58 / 100,00   | 5,78    |
|                         | Outros                         | 345    | 3,14 / 100,00   |         |
| Votos Inválidos         | Votos Inválidos                | 322    | 2,93 / 100,00   | Estável |
| Total                   | Total                          | 10 986 | 100,00 / 100,00 |         |
| Eleitorado/Participação | Eleitorado/Participação        | 17 421 | 63,06 / 100,00  | 5,32    |

#### Falagueira
| Partido                 | Partido                        | Votos  | %               | +/-  |
| ----------------------- | ------------------------------ | ------ | --------------- | ---- |
|                         | Partido Socialista             | 3 191  | 41,20 / 100,00  | 7,92 |
|                         | Coligação Democrática Unitária | 1 271  | 16,41 / 100,00  | 0,24 |
|                         | Partido Social Democrata       | 1 254  | 16,19 / 100,00  | 0,64 |
|                         | Bloco de Esquerda              | 831    | 10,73 / 100,00  | 2,41 |
|                         | CDS - Partido Popular          | 714    | 9,22 / 100,00   | 5,12 |
|                         | PCTP/MRPP                      | 89     | 1,15 / 100,00   | 0,11 |
|                         | Outros                         | 185    | 2,40 / 100,00   |      |
| Votos Inválidos         | Votos Inválidos                | 211    | 2,72 / 100,00   | 0,24 |
| Total                   | Total                          | 7 746  | 100,00 / 100,00 |      |
| Eleitorado/Participação | Eleitorado/Participação        | 12 566 | 61,64 / 100,00  | 4,71 |

#### Mina
| Partido                 | Partido                        | Votos  | %               | +/-  |
| ----------------------- | ------------------------------ | ------ | --------------- | ---- |
|                         | Partido Socialista             | 3 659  | 39,17 / 100,00  | 7,83 |
|                         | Partido Social Democrata       | 1 998  | 21,39 / 100,00  | 0,26 |
|                         | Coligação Democrática Unitária | 1 139  | 12,19 / 100,00  | 0,37 |
|                         | Bloco de Esquerda              | 977    | 10,46 / 100,00  | 1,98 |
|                         | CDS - Partido Popular          | 955    | 10,22 / 100,00  | 4,51 |
|                         | PCTP/MRPP                      | 94     | 1,01 / 100,00   | 0,03 |
|                         | Outros                         | 217    | 2,27 / 100,00   |      |
| Votos Inválidos         | Votos Inválidos                | 303    | 3,24 / 100,00   | 0,32 |
| Total                   | Total                          | 9 342  | 100,00 / 100,00 |      |
| Eleitorado/Participação | Eleitorado/Participação        | 16 173 | 57,76 / 100,00  | 5,81 |

#### Reboleira
| Partido                 | Partido                        | Votos  | %               | +/-  |
| ----------------------- | ------------------------------ | ------ | --------------- | ---- |
|                         | Partido Socialista             | 2 986  | 37,13 / 100,00  | 7,04 |
|                         | Partido Social Democrata       | 1 812  | 22,53 / 100,00  | 0,41 |
|                         | Bloco de Esquerda              | 1 049  | 13,05 / 100,00  | 1,80 |
|                         | CDS - Partido Popular          | 884    | 10,99 / 100,00  | 3,75 |
|                         | Coligação Democrática Unitária | 806    | 10,02 / 100,00  | 0,44 |
|                         | Outros                         | 251    | 3,24 / 100,00   |      |
| Votos Inválidos         | Votos Inválidos                | 243    | 3,02 / 100,00   | 0,02 |
| Total                   | Total                          | 8 041  | 100,00 / 100,00 |      |
| Eleitorado/Participação | Eleitorado/Participação        | 13 300 | 60,46 / 100,00  | 3,14 |

#### São Brás
| Partido                 | Partido                        | Votos  | %               | +/-  |
| ----------------------- | ------------------------------ | ------ | --------------- | ---- |
|                         | Partido Socialista             | 3 767  | 37,18 / 100,00  | 8,82 |
|                         | Partido Social Democrata       | 1 998  | 19,72 / 100,00  | 0,74 |
|                         | Bloco de Esquerda              | 1 351  | 13,33 / 100,00  | 2,48 |
|                         | CDS - Partido Popular          | 1 174  | 11,59 / 100,00  | 5,54 |
|                         | Coligação Democrática Unitária | 1 115  | 11,00 / 100,00  | 0,51 |
|                         | Outros                         | 384    | 3,80 / 100,00   |      |
| Votos Inválidos         | Votos Inválidos                | 343    | 3,38 / 100,00   | 0,13 |
| Total                   | Total                          | 10 132 | 100,00 / 100,00 |      |
| Eleitorado/Participação | Eleitorado/Participação        | 16 235 | 62,41 / 100,00  | 8,04 |

#### Venda Nova
| Partido                 | Partido                        | Votos | %               | +/-  |
| ----------------------- | ------------------------------ | ----- | --------------- | ---- |
|                         | Partido Socialista             | 2 067 | 41,70 / 100,00  | 6,03 |
|                         | Partido Social Democrata       | 920   | 18,56 / 100,00  | 0,88 |
|                         | Bloco de Esquerda              | 596   | 12,02 / 100,00  | 2,80 |
|                         | Coligação Democrática Unitária | 592   | 11,94 / 100,00  | 0,84 |
|                         | CDS - Partido Popular          | 461   | 9,30 / 100,00   | 4,09 |
|                         | Outros                         | 147   | 2,98 / 100,00   |      |
| Votos Inválidos         | Votos Inválidos                | 174   | 3,51 / 100,00   | 0,32 |
| Total                   | Total                          | 4 957 | 100,00 / 100,00 |      |
| Eleitorado/Participação | Eleitorado/Participação        | 8 445 | 58,70 / 100,00  | 5,02 |

#### Venteira
| Partido                 | Partido                        | Votos  | %               | +/-  |
| ----------------------- | ------------------------------ | ------ | --------------- | ---- |
|                         | Partido Socialista             | 4 091  | 37,14 / 100,00  | 7,72 |
|                         | Partido Social Democrata       | 2 630  | 23,87 / 100,00  | 0,71 |
|                         | Bloco de Esquerda              | 1 222  | 11,09 / 100,00  | 1,75 |
|                         | Coligação Democrática Unitária | 1 196  | 10,86 / 100,00  | 0,56 |
|                         | CDS - Partido Popular          | 1 185  | 10,76 / 100,00  | 4,34 |
|                         | Outros                         | 326    | 2,96 / 100,00   |      |
| Votos Inválidos         | Votos Inválidos                | 366    | 3,32 / 100,00   | 0,38 |
| Total                   | Total                          | 11 016 | 100,00 / 100,00 |      |
| Eleitorado/Participação | Eleitorado/Participação        | 17 591 | 62,62 / 100,00  | 3,39 |